# يو إف سي ليلة القتال: بيسبنغ ضد غاستلوم
يو إف سي ليلة القتال: بيسبنغ ضد غاستلوم (بالإنجليزية: UFC Fight Night: Bisping vs. Gastelum)‏ هو حدث لفنون القتال المختلطة نظمته يو إف سي، أُقيم في 25 نوفمبر 2017، على مرسيدس بنز أرينا في شانغهاي، الصين.